# Bartosz Hinc
Bartosz Hinc (ur. 20 czerwca 1977 w Poznaniu) – polski piłkarz występujący na pozycji pomocnika.

## Kariera piłkarska

### Tur Turek
W lipcu 2010 roku został pozyskany przez Tur Turek. Podczas swego pobytu w zespole z Turku leczył przez kilka tygodni kontuzję pleców, która uniemożliwiła mu grę w części ligowych spotkań. W styczniu 2011 roku za porozumieniem stron klub rozwiązał z nim kontrakt.